# 井上城 (信濃国)
井上城（いのうえじょう）は、長野県須坂市にあった日本の城。この地方の豪族信濃源氏井上氏の城である。

## 概要
井上城は、妙徳山の麓の城館と、詰めの城として妙徳山に築かれた山城（大城、小城）から構成される。戦国時代、井上清政、井上達満は上杉氏に味方し、武田氏に味方した同族の須田信頼らと争った。武田氏によりこの地を追われたが、天正10年（1582年）に上杉景勝が川中島を領有したため、旧領に復帰した。慶長3年（1598年）上杉景勝が会津に移封されると、達満も会津に移住し、城は廃城となった。
大城は標高523メートルに位置し、縦25メートル、横15メートルの本郭を中心に階段状に帯郭を配した梯郭式山城で、小城は縦10メートル、横8メートルの本郭を中心に大城と同一の縄張りで構築されている。